# Folk György
Folk György (Budapest, 1958. július 6.) mérnök, közgazdász, nemzetközi üzleti tanácsadó, tárgyalástechnikai szakértő, gondolkodó. Főbb kutatási területei a nemzetközi konfliktuselmélet, az emberi szükségletek, a közlekedési és technológiai rendszerek végső racionalitása és a társadalmi fenntarthatóság Ázsiában.

## Tanulmányai, munkái
Középiskolai tanulmányait Budapesten végezte. 1982-ben vegyipari gépészmérnöki, 1985-ben külkereskedelmi üzemgazdászi, majd 2007-ben közgazdász diplomát szerzett, 2011-ben doktorált. 2013 óta a Corvinus Egyetem külső előadója. 2007-ben jelent meg Indiáról (India, a végletek birodalma, HVG könyvek, 2007.) szóló könyve, amely a kontinensnyi országban töltött mintegy 3 év személyes tapasztalatai nyomán született meg. A szerzőt azóta a kevés számú magyar India-szakértők egyikeként tartják számon.
Üzleti és tudományos-kutatói munkája mellett író és gondolkodó is egyben: 
2011-ben, a Noran kiadónál jelent meg a Vonal című filozofikus regényének második, átdolgozott kiadása (http://www.folkgyorgy.hu/vonal/). Kiadás előtt áll Centreville, utópia (CU) című utópisztikus regénye.
Míg a Vonal az útkereső, gondolkodó és elkerülhetetlenül magányos ember fejlődési regénye, addig a Centreville, utópia mindennapjaink olyan alapvetően adottnak tartott tényezőit gondolja újra, mint a gépkocsiközlekedés szükségessége és a házasság intézménye.
Újabban az emberi szükségletek társadalmi kielégíthetősége területén végez kutatómunkát. Az emberi szükségletek körét határozza meg a közjólét (weal) modellje, amely nyolc kardinális szükséglet kielégíthetőségén alapul (2015, Bratislava).

## Művei
- Vonal. 52 szöveg Johannes Woanders életén át; Szabad Föld, Bp., 2003
- India, a végletek birodalma; HVG Könyvek, Bp., 2007
- Vonal. Ötvenkét épületdarabra tördelve a mindenség Johannes Woanders életén át. Regény; Noran Libro, Bp., 2011